# Johann Heinrich Rudolph
Johann Heinrich Rudolph (Jena, 1744 – San Petersburgo, 1809) fue un botánico y explorador alemán.
Fue profesor de Historia natural en Leipzig y mantuvo correspondencia con el naturalista Linnaeus tras una expedición botánica por Noruega, que incluyó una visita a Upsala para intercambiar conocimientos. Durante sus viajes, recolectó numerosos especímenes botánicos que serían posteriormente estudiados y clasificados.
Sus estudios le valieron el reconocimiento de la Academia de Ciencias de San Petersburgo, donde colaboró en varios proyectos florísticos entre 1803 y 1809, contribuyendo significativamente al conocimiento botánico del Imperio ruso.
Publicó parte de sus investigaciones en suplementos de Commentarii de rebus in scientia naturali et medicina gestis, de Ludwig, y otras obras reconocidas de la época.
- La abreviatura «Rudolph» se emplea para indicar a Johann Heinrich Rudolph como autoridad en la descripción y clasificación científica de los vegetales.[1]

Se registran 29 entradas a su nombre en el IPNI (International Plant Names Index), con descripciones de nuevas especies, que fueron publicadas en: Fl. Ross. i.; Mem. Acad. Petersb. iv. (1809); Geogr.-phys. Naturhist. Beschreib. Russ. Reichs; Mem. Acad. Sc. Petersb. i. (1803–06); Florae Jenensis Plantas; Cat. Hort. Gorenk.; Prodr. (DC.); Fl. N. Amer. i.